# Tom McGuinness
Thomas John Patrick McGuinness (Wimbledon; 2 de diciembre de 1941) es un guitarrista, compositor, autor y productor discográfico y televisivo británico que tocó el bajo y más tarde la guitarra en el popular grupo de rock de los años 60 Manfred Mann.

## Primeros años
Nacido en Wimbledon, al sur de Londres, estudió en el Wimbledon College.

## Carrera

### Manfred Mann
Tras un breve paso por el grupo Roosters con Eric Clapton, McGuinness se unió al grupo Manfred Mann en los años sesenta como bajista, en una formación con Paul Jones. A medida que la banda intentaba transformarse del jazz a un grupo orientado al rhythm-and-blues, McGuinness sustituyó a Dave Richmond en el bajo y participó en la composición de los primeros éxitos del grupo. Al explicar cómo llegó al grupo, McGuinness dijo: "Tenían un gran bajista, pero le gustaba Charles Mingus y cosas así, como a toda la banda. Pero se negaba a tocar líneas de bajo sencillas que encajaran en los números de Bo Diddley. Tocaba líneas increíbles de 3/4 y cosas así. Así que entré yo y tenía la abrumadora ventaja de no saber tocar el bajo, así que tocaba sencillo." Nombrado redactor de las notas de las carátulas de los álbumes, aprovechó la oportunidad para identificarse como "el más desagradable del grupo".
Cuando Mike Vickers y luego Paul Jones abandonaron la banda, McGuinness empezó a asumir el papel de guitarrista; Jack Bruce tocó entonces el bajo hasta que fue sustituido por Klaus Voormann. La guitarra National Steel de McGuinness se convirtió en una parte importante del sonido del grupo, y apareció en éxitos como "Pretty Flamingo". Compuso algunos temas de álbumes para el grupo, en particular "L.S.D." (de Mann Made), "One Way" y "Cubist Town" (de Mighty Garvey!).

### Carrera posterior
Tras la disolución de Manfred Mann en 1969, formó McGuinness Flint con Hughie Flint, que se disolvió en 1975. Más tarde se unió a Paul Jones y Gary Fletcher en The Blues Band, y en 2016 seguía apareciendo en la formación de la banda.
En 1986 escribió el libro So You Want To Be a Rock and Roll Star. McGuinness también actúa con The Manfreds, un grupo escindido de Manfred Mann, formado a partir de la alineación de la banda Manfred Mann de los años sesenta, pero sin Mann.
Apoyó al Partido Laborista en las elecciones generales de 2010, y durante su gira apoyó la candidatura de Bob Blizzard. Blizzard era entonces diputado laborista por Waveney, pero no fue reelegido ni en esa ocasión ni en 2015.